# La Couture (Pas-de-Calais)
La Couture (Nederlands: De Kouter) is een gemeente in het Franse departement Pas-de-Calais (regio Hauts-de-France). De plaats maakt deel uit van het arrondissement Béthune (Betun). La Couture telde op 1 januari 2022 2.608 inwoners.

## Geografie
De oppervlakte van La Couture bedroeg op 1 januari 2022 13,52 vierkante kilometer; de bevolkingsdichtheid was toen 192,9 inwoners per km².

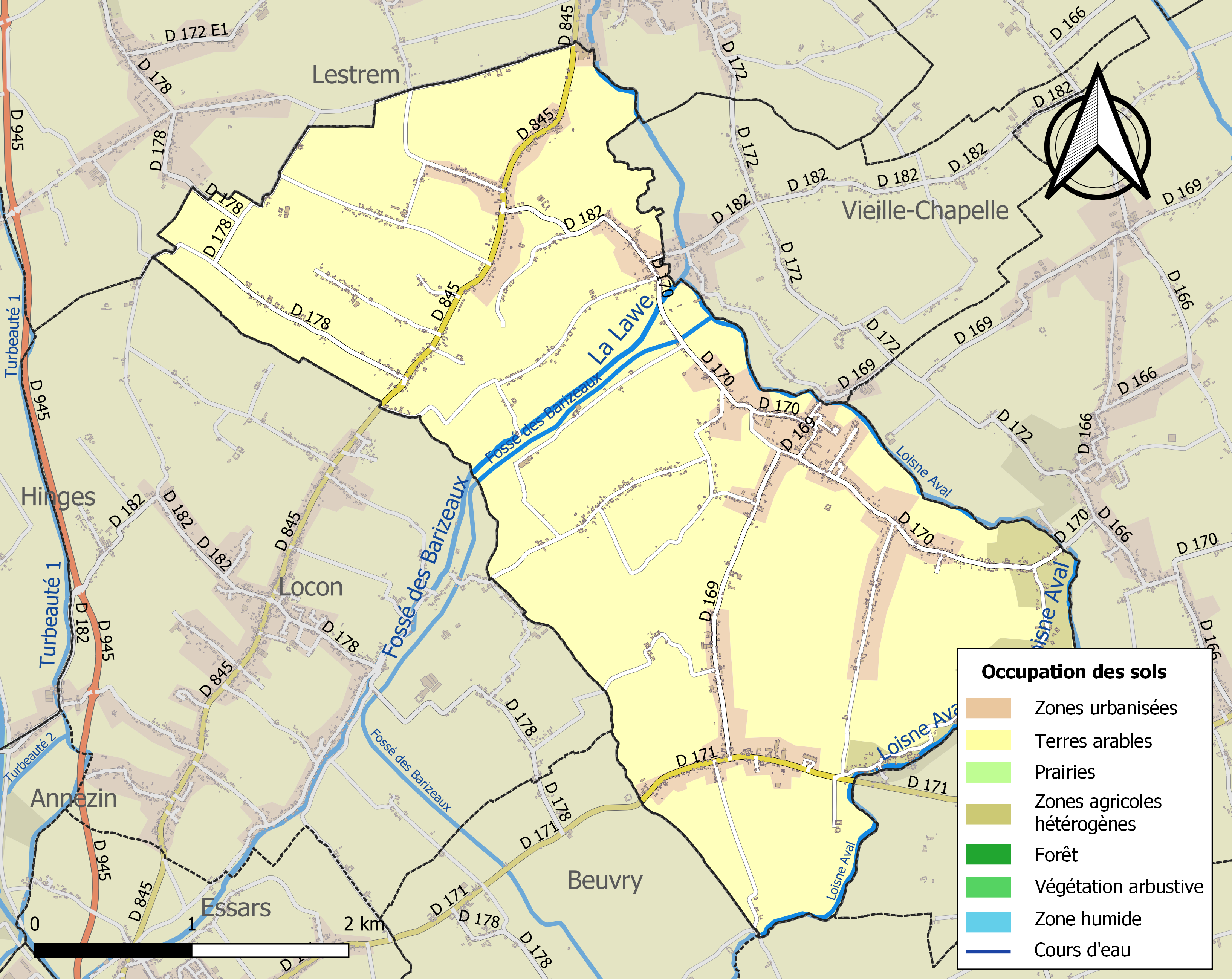
Kaart van de gemeente met belangrijkste infrastructuur, bodemgebruik en omliggende gemeenten

## Demografie
Onderstaande figuur toont het verloop van het inwonertal (bron: INSEE-tellingen).